# قزم أبيض نابض
القزم الأبيض النابض هو نجم قزم أبيض تتغير إضاءته بسبب موجة جاذبية غير شعاعية صادرة من القزم الأبيض نفسه. وتشمل الأنواع المعروفة من الأقزام البيضاء النابضة ZZ Ceti في كوكبة قيطس. وهي النجوم، التي يهيمن عليها الهيدروجين ونوعها الطيفي DA 
تظهر هذه المتغيرات جميعها تباينات صغيرة من (1٪ إلى 30٪) في ناتج الضوء، والتي تنشأ عن تراكب أنماط الذبذبات مع فترات تترواح مابين مئات إلى آلاف الثواني. إن ملاحظة من هذه الاختلافات يعطي أدلة حول التركيب الداخلي للقزم الأبيض .

## أنواع القزم الأبيض النابض
| أنواع القزم الأبيض النابض |                                                                                               |
| DAV (GCVS: ZZA)           | DA نوع طيفي، خطوط امتصاص الهيدروجين في طيفها                                                  |
| DBV (GCVS: ZZB)           | DB النوع الطيفي، خطوط امتصاص هيليوم في طيفها                                                  |
| GW Vir (GCVS: ZZO)        | غلاف القزم الأبيض يتكون في الغالب من كربون، هليوم و أكسجين.; يمكن تقسيمها إلى نجوم DOV و PNNV |
| DQV                       | DQ نوع طيفي؛ حار، غلاف يهيمن عليه الكربون                                                     |
| ELMV                      | DA نوع الطيف; {\displaystyle \lesssim 0.2M_{\odot }}                                          |